# یواس‌اس ژنرال پوتنام (اس‌پی-۲۲۸۴)
یواس‌اس ژنرال پوتنام (اس‌پی-۲۲۸۴) (به انگلیسی: USS General Putnam (SP-2284)) یک کشتی بود که طول آن 122' 6" بود. این کشتی در سال ۱۹۰۲ ساخته شد.